# Torneo de Gstaad 2022
El EFG Swiss Open Gstaad 2022 fue un torneo de tenis perteneciente al ATP Tour 2022 en la categoría ATP Tour 250. El torneo tuvo lugar en la ciudad de Gstaad (Suiza), desde el 18 hasta el 24 de julio de 2022 sobre tierra batida.

## Distribución de puntos
| Modalidad            | Campeón | Finalista | Semifinales | Cuartos de final | 2ª ronda | 1ª ronda | Clasificados | 2ª ronda de clasificación | 1ª ronda de clasificación |
| Individual masculino | 250     | 165       | 100         | 50               | 25       | 0        | 13           | 7                         | 0                         |
| Dobles masculino     | 250     | 150       | 90          | 45               | 20       | 0        | -            | -                         | -                         |

## Cabezas de serie

### Individuales masculino
| Tenista           | Ranking | Preclasificado |
| Casper Ruud       | 5       | 1              |
| Matteo Berrettini | 15      | 2              |
| Roberto Bautista  | 20      | 3              |
| Albert Ramos      | 38      | 4              |
| Pedro Martínez    | 51      | 5              |
| Christian Garín   | 56      | 6              |
| Hugo Gaston       | 58      | 7              |
| João Sousa        | 60      | 8              |

- Ranking del 11 de julio de 2022.[2]

### Dobles masculino
| Tenista                                   | Ranking | Preclasificado |
| Rafael Matos David Vega Hernández         | 77      | 1              |
| Ariel Behar Andrey Golubev                | 82      | 2              |
| Sander Gillé Joran Vliegen                | 96      | 3              |
| Aleksandr Nedovyesov Aisam-ul-Haq Qureshi | 111     | 4              |

## Campeones

### Individual masculino
Casper Ruud venció a  Matteo Berrettini por 4-6, 7-6(7-4), 6-2

### Dobles masculino
Tomislav Brkić /  Francisco Cabral vencieron a  Robin Haase /  Philipp Oswald por 6-4, 6-4